# Achtala
Achtala – miasto w Armenii, w prowincji Lorri. W 2022 roku liczyło ok. 1900 mieszkańców.